# Insolence
Insolence ist eine Nu-Metal-Band mit Reggae-Einflüssen, die in San José, Kalifornien im Jahr 1995 gegründet wurde.

## Geschichte
Die Band wurde im Jahre 1995 gegründet. Zusammen spielten sie anfangs einige kleinere, lokale Auftritte. Nach einigen Monaten hatte sich in der San Francisco Bay Area eine solide Fanbasis gegründet, sodass es der Band möglich war, mit einigen bekannteren, nationalen Bands wie Rancid, Incubus, System of a Down, Sevendust, Jane’s Addiction, Papa Roach, Alien Ant Farm, Adema, Machine Head, Staind und Cypress Hill auf Tour zu gehen. Im Sommer 1998 und im Jahre 1999 ging die Band auf Tour durch Europa und steigerte dadurch weiter ihre Bekanntheit. Die Band erreichte schließlich einen Vertrag bei Maverick Records. Im Jahre 2001 veröffentlichte die Band mit Revolution ihr erstes Album bei einem Major-Label. Infolgedessen ging die Band mit Black Sheep, Hoobastank, Ill Niño, Soulfly, Corporate Avenger, Kokomouth Kings und Insane Clown Posse auf Tour. Die Single Poison Well wurde nun zudem regelmäßig auf MTV ausgestrahlt. Lieder von dem Album waren zudem auf dem Soundtrack des Films Little Nicky und im Trailer von Die letzte Festung zu hören. Live-Auftritte zusammen mit Nelly, Destiny’s Child und Static-X folgten. Infolgedessen flog die Band nach Toronto, um einen Cameo-Auftritt für den Film Driven zu drehen. Der Track wurde auch auf Pro Snowboarder (PlayStation 2) von Sean Palmer verwendet. Insolence unterschrieb dann einen Vertrag bei Warner Music und verkaufte über 150.000 Kopien. Im Anschluss dessen nahm Powerslave Records die Band unter Vertrag.

## Stil
Der Stil der Band wird mit anderen Bands wie Urban Dance Squad, Rage Against the Machine, Clawfinger, Ill Nino, System of a Down, aber auch Dub War und Bad Brains verglichen. Alle aufgeführten Bands vermischen dabei verschiedene Genres in ihrer Musik. Charakteristisch ist für die Band, dass sie dabei noch mehr Stile als die aufgeführten Bands. Besonders Hardcore, Ska, Punk, Drum and Bass, Dancehall, Reggae und Hip-Hop sind stilprägende Genres. Auch ist die Verwendung von Samples und der Gebrauch von Rap-Gesang besonders charakteristisch.

## Diskografie
- Within (1996)
- Universal (1998)
- Terrorists (1999)
- Poisonous Philosophy (2000)
- Revolution (2001)
- Insolence EP (2003)
- Stand Strong (2003)
- Audio War (2007)
- Uprising EP (2008)
- Beats Not Bombs (2008)
- Project Konflict (2010)

## Videos
- Poison Well
- Operation Irie
- Danger
- Blue Sky
- Molotov